# Dominic Fike
Dominic David Fike (Naples, Florida; 30 de desembre de 1995) és un actor, cantant, compositor i multinstrumentista nord-americà. Nascut i criat a Florida, va aprendre a tocar la guitarra a l'edat de 10 anys. Fike va rebre reconeixement per primera vegada després de llançar diverses cançons populars al lloc web SoundCloud. Després del llançament del seu extended play debut, Don't Forget About Me, Demos, va signar amb Columbia Records.
La cançó de Fike "3 Nights" va aconseguir la llista de les deu més populars a diversos països. Més tard va col·laborar amb la banda Brockhampton i la cantant Halsey. Al juny de 2020, Fike va llançar el senzill "Chicken Tenders". Al juliol del mateix any, va llançar el senzill "Politics & Violence". L'àlbum debut de Fike, What Could Possibly Go Wrong, va ser llançat el mateix mes. L'àlbum es va ubicar al top 50 de diversos països, inclosos els Estats Units i Austràlia.
Al setembre de 2020, Fike es va convertir en cap de cartell d'una sèrie de concerts al videojoc Fortnite. Uns mesos més tard, NME va incloure Fike a la seva llista de nous artistes essencials per a 2020. Va gravar una versió de la cançó de Paul McCartney "The Kiss of Venus" per a l'àlbum McCartney III Imagined.
El 2022 va incursionar al món actoral, interpretant Elliot en la popular sèrie d'HBO Euphoria.

## Carrera

### 2017-2018: Don't Forget About Me, Donem
Fike va rebre reconeixement per primera vegada fent ritmes amb el seu llavors productor, Hunter Pfeiffer (conegut com a 54), cosa que va portar a la publicació de diverses cançons populars a SoundCloud. Va llançar l'EP Don't Forget About Me, Donem a l'edat de 21 anys el desembre de 2017, que va ser gravat mentre estava en arrest domiciliari per agressió a un oficial de policia. L'EP va cridar l'atenció de diversos segells discogràfics i va provocar una licitació de la guerra de subhastes, i va signar amb Columbia per 4 milions de dòlars. Més tard va anar a la presó per violar aquest arrest domiciliari, i va rebre més atenció el 2018 per la cançó "3 Nights", que va aconseguir el seu punt màxim dins dels deu primers de les llistes a Austràlia, la República d'Irlanda i el Regne Unit .
"3 Nights" va ser llançat com a single i tenia el seu so de guitarra acústica comparat amb la música de Jack Johnson. Es va col·locar en rotació en diverses estacions de ràdio i llistes de reproducció de Spotify i va rebre crítiques favorables de mitjans com Rolling Stone, Pitchfork i Billboard. En referència a l'EP, Billboard va descriure Fike com un artista de "combinació de gèneres", i més tard ho va nomenar un acte de ruptura per veure, cridant a "3 Nights" "Motown-tenyit", així com "a prova de tendències i irresistible".

### 2019-present: What Could Possibly Go Wrong
Al gener de 2019, Fike va revelar que estava treballant en un àlbum. El 4 d'abril de 2019, Brockhampton va pujar un vídeo al seu canal de YouTube anomenat "This is Dominic Fike", incloent-lo a ell i la seva cançó, "3 Nights" . A partir de l'abril del 2019, s'han publicat múltiples col·laboracions amb Kevin Abstract de Brockhampton, aconseguint més de 4 milions de visites.
El 7 de juny de 2019, va llançar dos senzills, "Açaí Bowl" i "Rollerblades". A aquests li va seguir un altre senzill, "Phone Numbers", produït per Kenny Beats, el 4 de juliol de 2019. cançó va ser llançat el 15 d'octubre de 2019. Fike va anunciar el 9 de juliol de 2019 que aniria a una gira titulada "Rain or Shine" més endavant l'any. L'etapa nord-americana de la gira va començar el 31 d'agost a Filadèlfia i va acabar el 3 d'octubre a Los Angeles. Al setembre de 2019, va anunciar que faria una col·laboració de roba amb Marc Jacobs. El cinquè dia d'aquell mes, va interpretar una cançó inèdita en aquell moment, Chicken Tenders, en un concert de Chicago durant el seu Rain or Shine Tour.
Fike apareix a la cançó "Dominic's Interlude" en el tercer àlbum de Halsey, Manic, que va ser llançat el 17 de gener de 2020.
El 26 de juny de 2020, es va llançar "Chicken Tenders", el primer senzill del seu àlbum debut que encara no s'havia nomenat. El 9 de juliol, va llançar el senzill "Politics & Violence" i va anunciar que el seu àlbum debut What Could Possibly Go Wrong seria llançat el 31 de juliol.
El 7 d'agost del 2020, Fike va ser el tema del segon episodi de The New York Times Presents. Al setembre de 2020, Fike es va convertir en cap de cartell de la sèrie de concerts de Fortnite. Al març de 2021, va aparèixer a la cançó "Die For You" de Justin Bieber en el seu sisè àlbum d'estudi Justice.